# NGC 5342
NGC 5342 este o galaxie lenticulară situată în constelația Ursa Mare. A fost descoperită în 19 martie 1790 de către William Herschel. Se află la o distanță de 35,5 de megaparseci de Pământ.